# シオニ (カズベギ地区)
シオニ（グルジア語: სიონი、グルジア語ラテン翻字: Sioni）は、ジョージアのムツヘタ＝ムティアネティ州カズベギ地区にある村落。海抜は1,860メートル。ステパンツミンダの南方約8キロメートルに位置する。

## 歴史
シオニはヘヴィ地方において、もっとも古い集落の一つである。戦略的な観点から、中世初期には非常に重要視された場所である。歴史家ニコロズ・ベルゼニシヴィリによると、ヘヴィ地方はもともとムティウレティ地方と行政的に分離されており、当初より軍事行政官によって管理されていた。『ゼグリスデバ』によると、14世紀ごろの行政官は「シオニ・エリスタヴィ」と呼ばれており、ヘヴィ地方の支配者の座はシオニであったと考えられている。シオニ・エリスタヴィはカルトリ王国に従属した。17世紀に王権が弱まり、ヘヴィ地方においてアラグヴィ公国の影響力が強まった後も、彼らはかつての呼称のままシオニ・エリスタヴィとして言及された。シオニにある防衛施設の遺構は、中世初期に築かれたと考えられている。
アラグヴィ公国が途絶えると、シオニはカルトリ王国の宮廷領となった。ロシア帝国によるジョージア併合後は、ロシア政府がジョージア軍道を整備するとともに、シオニを非常に重視した。1804年、東部ジョージアの山岳住民らがロシア帝国の支配に抵抗し、シオニを要塞化した。大規模な戦闘の後、ロシア軍は要塞を占領した。19世紀後半ごろより、シオニの村は開けた場所へと移動した。

## シオニ聖堂

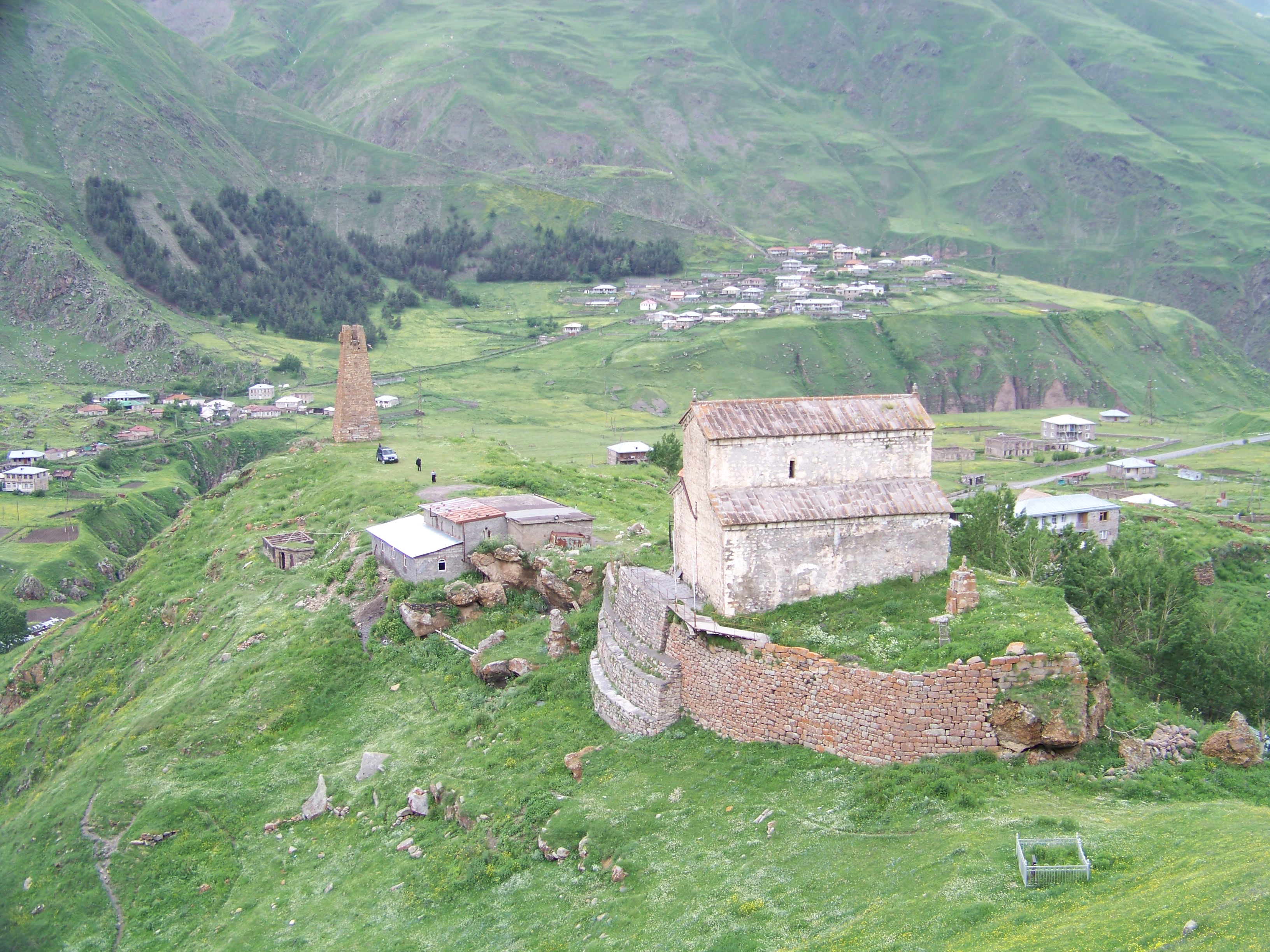
シオニ聖堂と監視塔

村には9世紀から10世紀ごろに建てられたシオニ聖堂があり、“ヘヴィ・シオニ”と呼ばれている。三廊式バシリカの構造を持ち、さまざまな大きさの立方形の石で作られている。基礎部分はもともと十字架で飾られており、現在は記念の石碑が置かれている。八角形の根石には、アソムタヴルリの碑文が刻まれている。聖堂には聖母マリアと赤ん坊の像の跡があり、石の上に保護されている。聖堂の西壁には絵画の跡がある。聖堂の入口には、渓谷の長老たちが腰を伸ばすための石の椅子やベンチが設置されている。聖堂の近く、険しい崖の端には、4階建てピラミッド構造の監視塔がある。

## 人口
国勢調査による人口は、次の通り。
| 年   | 人口 | 男性 | 女性 | 出典  |
| ---- | ---- | ---- | ---- | ----- |
| 1926 | 453  | 196  | 257  | [ 2 ] |
| 2002 | 384  | 187  | 197  | [ 3 ] |
| 2014 | 325  | 157  | 168  | [ 1 ] |

## ギャラリー

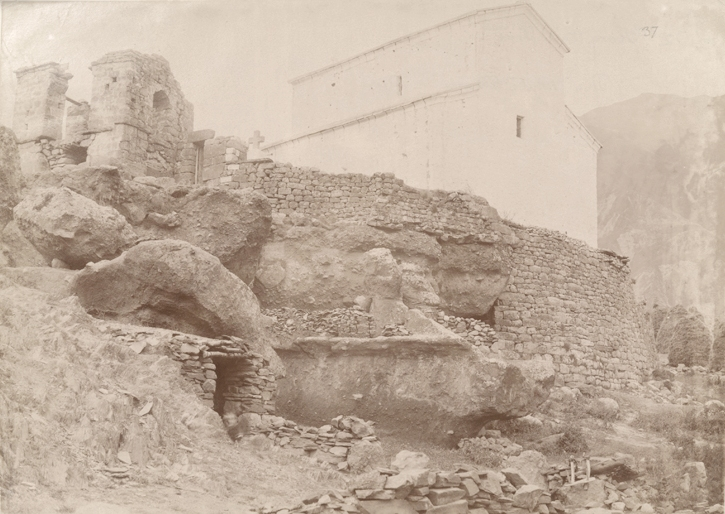
1870年代のシオニ村
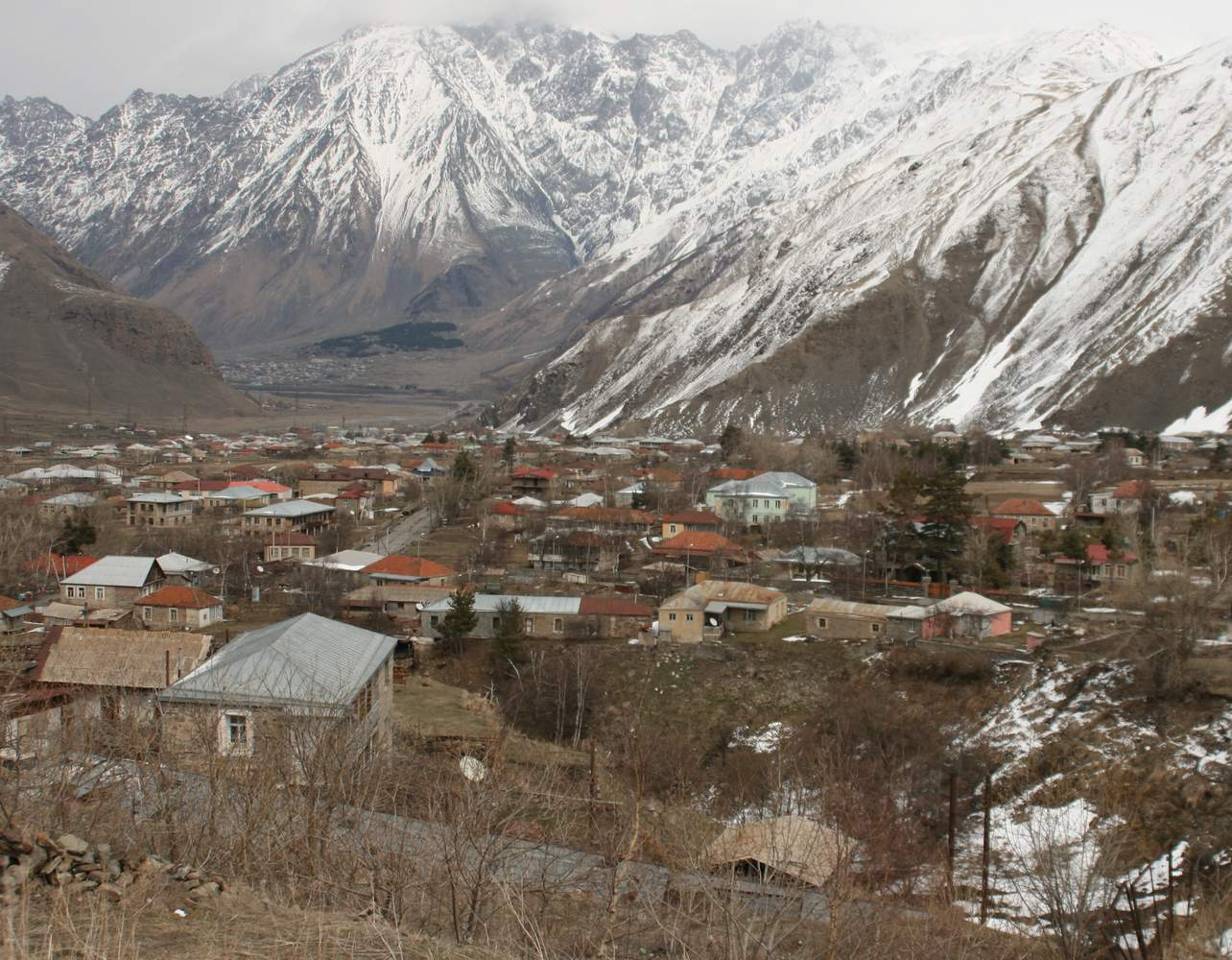
村の眺望（2011年）
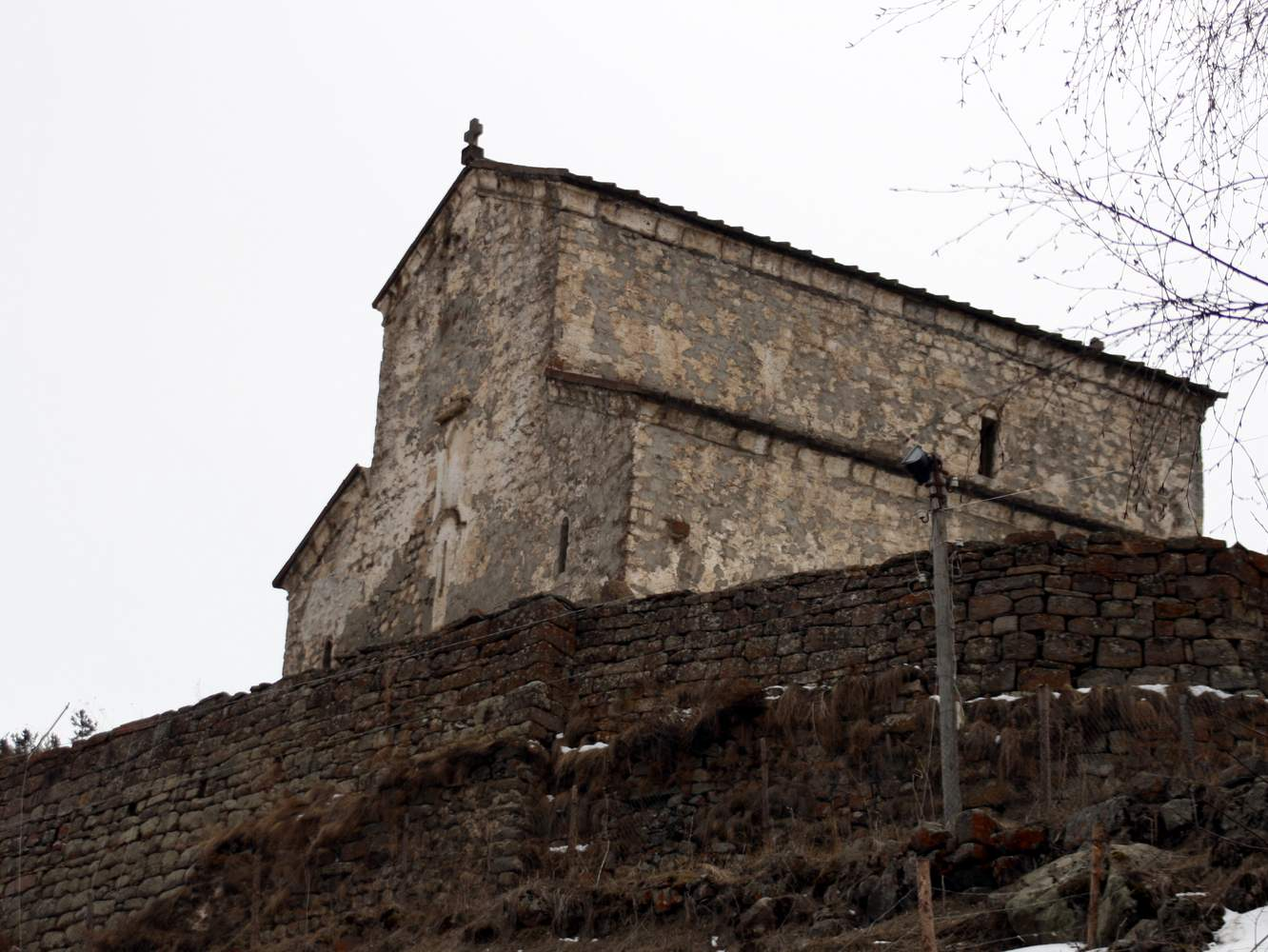
シオニ聖堂
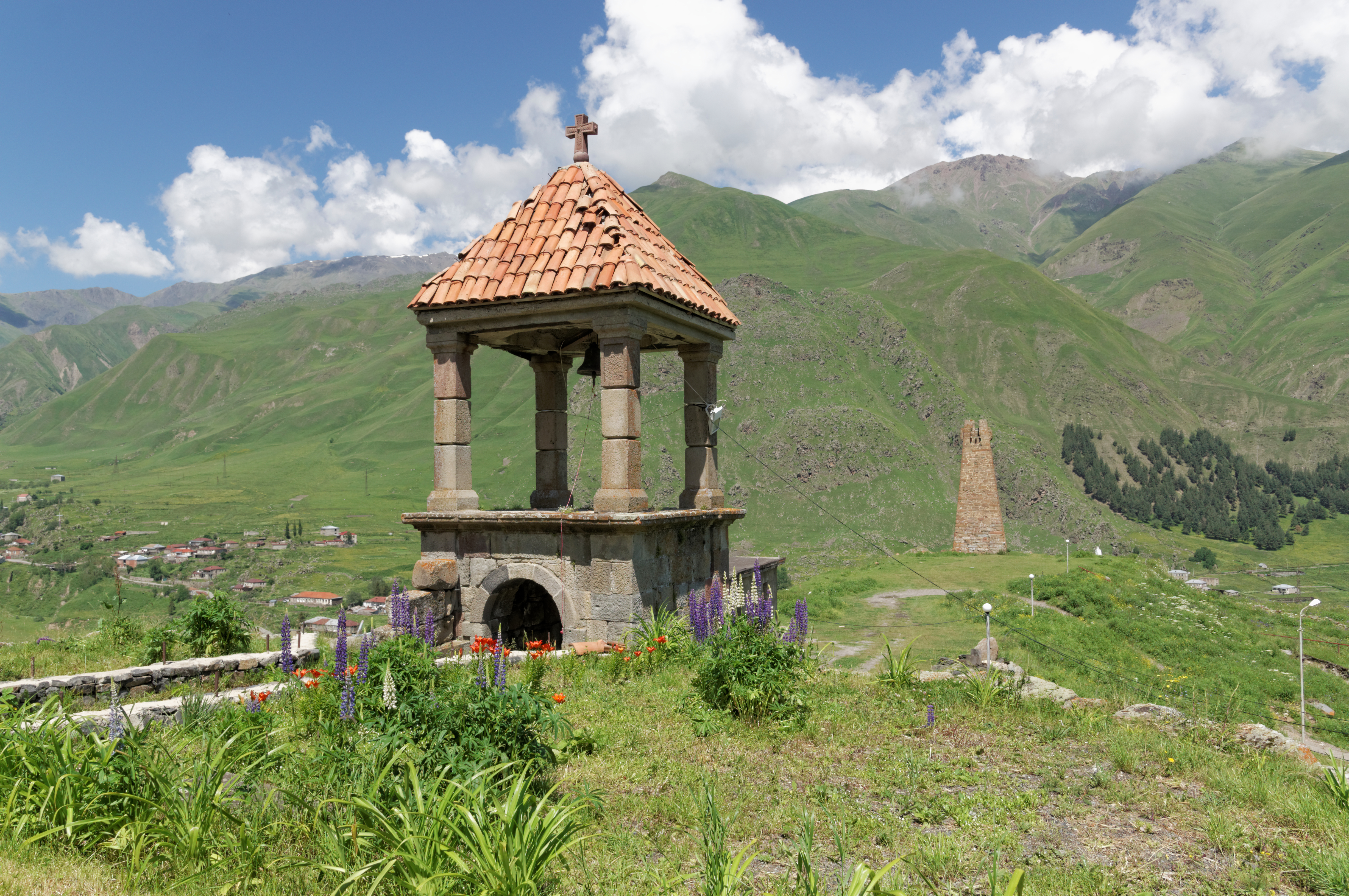
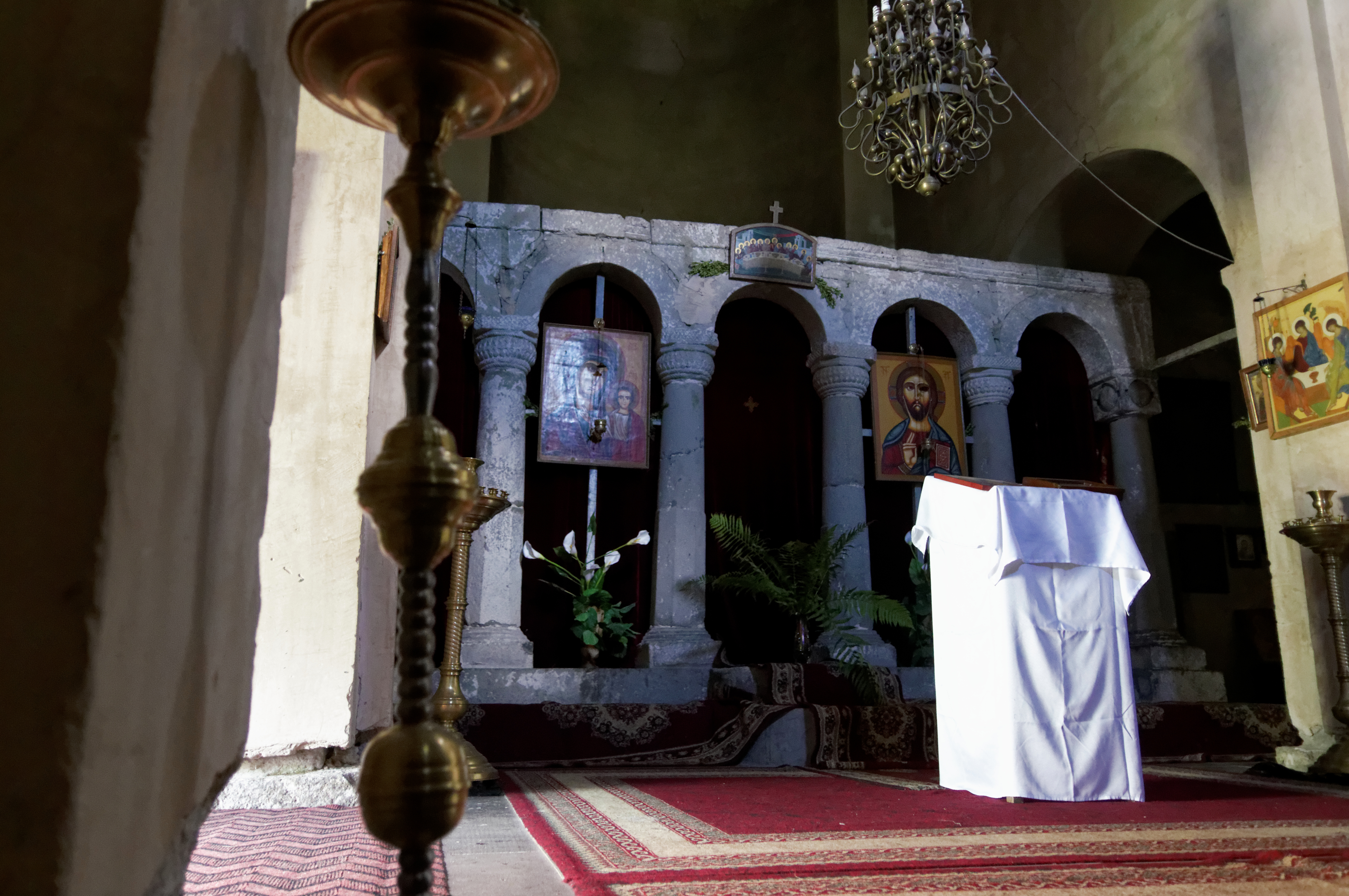
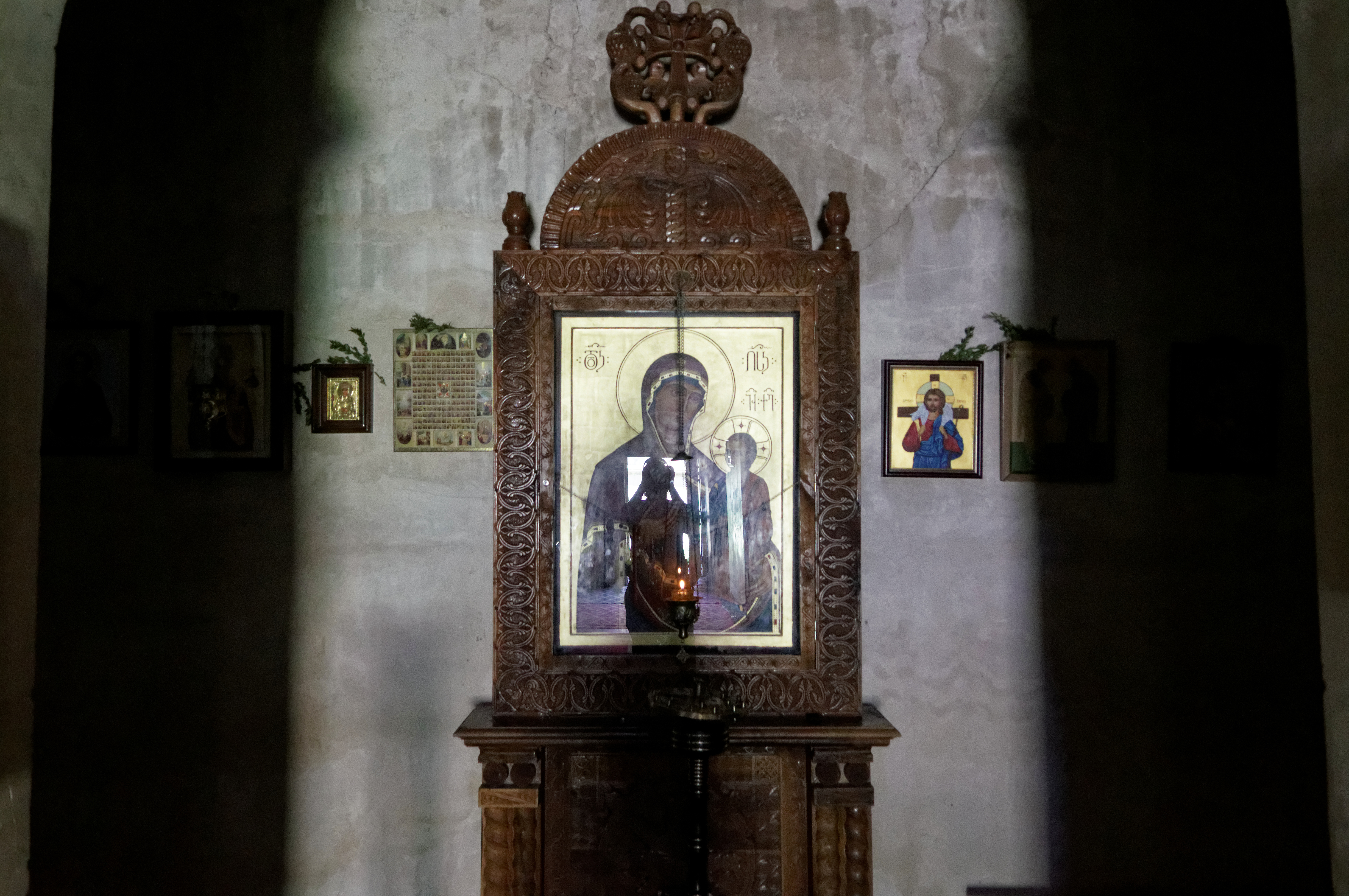